# Purwosari (Makarti Jaya)
Purwosari is een bestuurslaag in het regentschap Banyuasin van de provincie Zuid-Sumatra, Indonesië. Purwosari telt 1563 inwoners (volkstelling 2010).